# Алан Вільямс
Алан Вільямс (англ. Alan Williams; нар. 1954) — британський актор і драматург,  який виступав у кіно, на телебаченні та театрі в Сполученому Королівстві та Канаді.

## Фон
Родом з Манчестера , отримав освіту в Манчестерській гімназії (The Manchester Grammar School), він брав деякі заняття в театральній школі, але отримав основну частину своєї підготовки як учень в Театрі Халл .  Він показував свою трилогію одноосібних п'єс про тарганів  ( Тарган, що з'їв Цинциннаті, Повернення таргана і Тарган приземлився ) у впливовому лондонському театрі Буша, а потім на Міжнародному театральному фестивалі в Торонто, Онтаріо в 1981 році.  а потім вирішив залишитися в місті, ставши драматургом  театру «Естрагон» . 

## Канадська кар'єра
Пізніше він переїхав у Вінніпег, Манітоба, став професором театру в Університеті Вінніпега . 
Його наступні п'єси в Канаді були: Воєначальник Віллоудейла,  Білі собаки Техасу,  Король Америки,  Ніч сорому Діксіленда,  Ласкаво просимо до НХЛ  і Герцог Нічого .  Він також взяв брав акторські ролі в творчості інших драматургів.
У 1996 році його тарганяча трилогія була адаптована до фільму «Тарган, що з'їв Цинциннаті» .  Фільм отримав номінацію на премію Гені у Вільямсі за кращу роль на 18 й премії Genie . 

## Повернення до Британії
Незабаром після завершення фільму "Тарган, що з'їв Цинциннаті", Вільямс повернувся до Англії  де мав ролі у фільмах, таких як «Обмовляй», «Доторкаючись до зла», «Життя і смерть Пітера Селлерса та Віра Дрейк, а також в серіалах « Завжди і кожен», « Коронаційна вулиця», « Дріт у крові», « Життя починається», «Королева Діви», «Рим», «Лютер», «Отець Браун», « Доктор Мартін» і «Старлінгс» .
Він повернувся в Канаду в 2015 році, щоб показати в турі свою нову театральну трилогію «Дівчина з двома голосами» .  